# Victor Michel Heymès

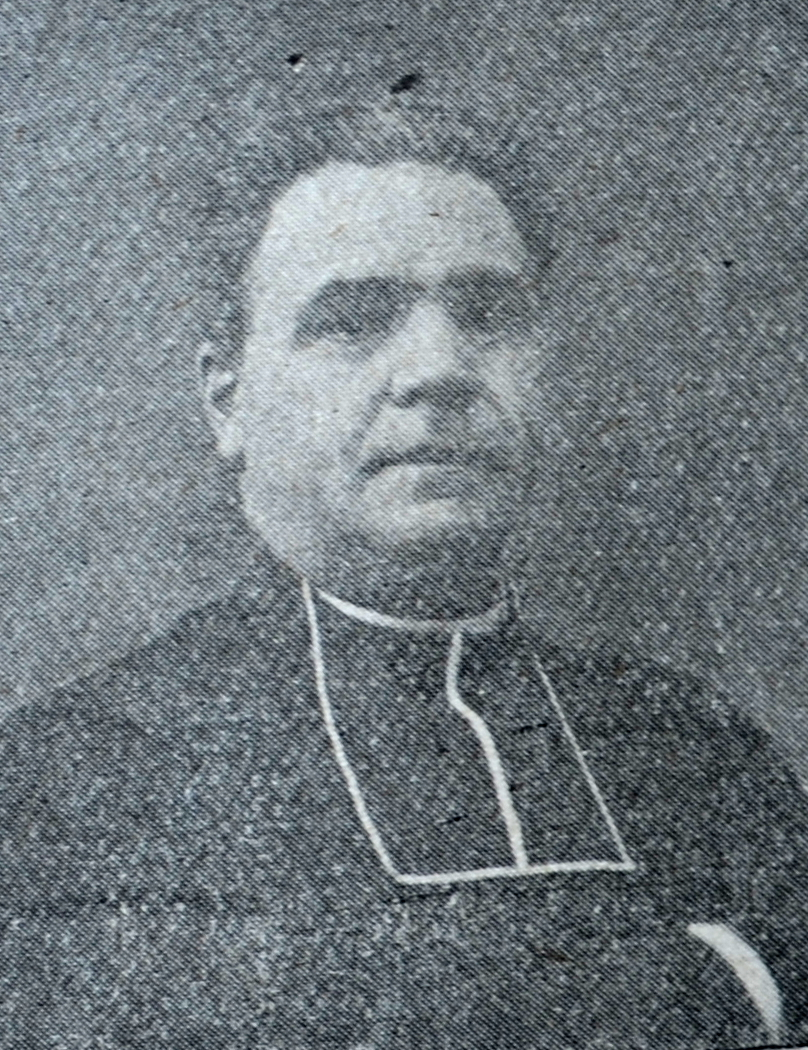
Viktor Michel Heymès, 1911

Victor Michel Heymès (auch Viktor) (* 19. September 1859 in Ueberkingen; † 26. Februar 1932 in Metz) war ein Elsässer katholischer Pfarrer und Politiker (Zentrum).

## Ausbildung und Beruf
Victor Michel Heymès besuchte 1871 bis 1873 das Collège in Finstingen, 1873 bis 1875 das kleine Seminar in Pont-à-Mousson und 1875 bis 1878 in Montigny. Danach studierte er 1878 bis 1882 katholische Theologie am Priesterseminar in Metz, 1882/83 am Seminar St. Sulpice in Paris und 1883 bis 1885 in Rom. Er schloss das Studium mit der Promotion zum Dr. der Theologie ab und wurde 1883 zum Priester geweiht.
Anschließend wirkte er als Kaplan an der Kirche Notre-Dame in Metz und 1885 bis 1893 als Studienpräfekt in Montigny. 1893 bis 1893 war er Domprediger in Metz und Redakteur des Lorrain. Am 4. Dezember 1896 wurde er zum Pfarrer von Walscheid ernannt.

## Politik
Bei der Reichstagswahl 1907 kandidierte Victor Michel Heymès im Wahlkreis Saarburg-Chateau-Salin für den Reichstag, unterlag jedoch mit 8.738 zu 10.358 Stimmen Johann Labroise.
Bei den Wahlen zum Landtag des Reichslandes Elsaß-Lothringen wurde er 1911 für den Wahlkreis Großtännchen-Saaralben in die zweite Kammer des Landtag gewählt, dem er bis 1918 für das Zentrum angehörte.